# Vivian Candy
Pas d'image ? Cliquez ici
Vivian Candy, né le 6 octobre 1948 à Silgo et mort le 21 mai 2009 à Dundrum,, est un ancien pilote automobile irlandais. Il a participé aux 24 heures du Mans 1982. Il a lancé l'équipe de course Marlboro Team Ireland qui a apporté ses premiers succès à Eddie Jordan.

## Biographie
Vivian Candy a pris le volant pour la première fois à 13 ans à Sligo où il vivait avec ses parents. Son père est le directeur du comté. Il s'est faufilé vers à l'extérieur de la maison avec les clés de la Morris Minor de sa mère, et le chapeau de son père vissé sur la tête comme déguisement. Il a ensuite installé deux coussins sur le siège du conducteur avant de démarrer de tourner dans le quartier. 
La famille déménage ensuite à Dublin où l'humour et la personnalité de Vivian Candy lui permet de s'intégrer sans aucun problème parmi ses camarades du Gonzaga College. Après ses études, il décide de se lancer dans la publicité et y excelle, devenant rapidement co-directeur général de Brendan White & Partners. 
Il achète sa première voiture de course, une Formule 3 Brabham BT15, pour courir en Formule Libre, une série qui permet à des voitures de différents niveaux de s'affronter. Un soir, il demande à son frère de l'aider à démarrer son nouveau bolide devant leur maison de la Merton Road à Rathmines. Comme il n'y avait pas de silencieux sur la Brabham, le son assourdissant se fait alors entendre dans tout le quartier, de Cowper Road à la Palmerstown Road. 
En 1971, Vivian Candy décide de courir sur le tristement célèbre circuit de Kirkistown en Irlande du Nord. Il aborde un virage à 120 km/h (130 milles à l'heure) lorsque sa voiture explose et s'enflamme soudainement. À cette époque, les combinaisons et les masques ignifuges étaient inabordables. L'intrépide Irlandais pense qu'il est sur le point d'être brûlé vif. Heureusement, il garde son sang-froid comme c'est souvent le cas chez lui. Au cœur de l'action, il se souvient qu'une partie de la piste a été inondée pendant la nuit et qu'il a encore des flaques d'eau sur les côtés. Il dirige alors la voiture dans l'une de ces “piscines” et saute de la voiture juste avant qu'elle s'écrase. Il est ensuite hospitalisé pendant plusieurs mois pour se remettre de brûlures du troisième degré. On lui dit qu'il ne courra plus jamais mais six mois plus tard Vivian Candy est de retour derrière un volant.
À cette époque, son ami Donie Bolger et lui cherchent un moyen de gagner de l'argent supplémentaire en dehors de la publicité et des relations publiques. Ils pensent qu'il y a beaucoup de discothèques pour adultes mais qu'il n'a rien pour les adolescents et les écoliers. Ils ont alors l'idée d'une discothèque pour adolescents. Ainsi est créé Wesley (ou The Wezz comme on l'appelle aujourd'hui) dans Donnybrook au sud de la ville dans le district de Dublin 4.
Cependant, Vivian Candy ne s'intéresse pas du tout à direction de discothèques. Il veut diriger des équipes de course automobile. Avec le parrainage de Marlboro, le géant américain des cigarettes, il s'achète une Crossley 32F de Formule Ford. Il fait venir son bon ami Eddie Jordan qui pilote la Chevron B29 plus puissante avec laquelle il connaît le succès en Formule Atlantique. Ils savent que le responsable marketing de Marlboro UK & Ireland demande toujours un paquet de cigarettes de son entreprise dans chaque bar et restaurant qu'il visite. Ainsi, lorsque George Macken arrive à Dublin pour une réunion sur le sponsoring avec les deux amis, ils l'emmènent faire une bonne tournée des pubs à l'ancienne. Miraculeusement, chaque pub qu'ils visitent a une nouvelle cartouche de cigarettes Marlboro et Macken est ravi que son important sponsoring en sport automobile semble porter ses fruits en Irlande. Vivian Candy obtient ainsi son parrainage pour une autre année.
Vivian Candy décroche le record de vitesse terrestre irlandais à 271 km/h en battant le détenteur Danny Keany au volant d'une Formule 1 Shadow sur le circuit de Carrigrohane près de Cork. Mais Candy s'ennuie. Il se rend en France pour participer aux 24 heures du Mans aux côtés de Jacky Ickx et d'autres pilotes de classe mondiale. Il termine à une honorable place en milieu de tableau étant donné qu'il n'a jamais assez d'argent pour piloter une voiture de haut niveau.
Candy a le don de gagner de l'argent avec son écurie mais il ne peut jamais en gagner assez pour satisfaire ses exigences de course. Il faut être dans une grande équipe pour concourir et son heure est passé. Il remporte néanmoins des points au championnat du monde avec une Porsche 935 Turbo à Watkins Glen, mais les grandes équipes recherchent de nouveaux pilotes plus jeunes.
Plus tard, il s'arrête une semaine dans un hôtel haut de gamme de Nice et se rend compte qu'il n'a pas d'argent pour régler leur note. Il montre alors son passeport aux responsables de l'hôtel et leur promet qu'il les paiera depuis chez lui. Arrivé à l'aéroport, il constate que son avion est parti sans lui. Il n'était pas le seul dans ce cas. Une dame furieuse sort un tonitruant « Savez-vous qui je suis ? » au réceptionniste de la British Airways. C'est la célèbre chanteuse Nina Simone. Il n'a pas fallu longtemps à Candy Man pour se lier d'amitié avec l'une des plus grands chanteuses de jazz du monde. Il lui offre de l'emmener dans sa voiture de location Hertz, un avantage du sponsoring de son équipe. Nina Simone et son entourage se serrent dans la petite berline et retournent au même hôtel que le jovial Irlandais. Candy réalise que c'est sa chance de faire disparaître sa facture. Il persuade Nina Simone de chanter au bar du grand hôtel. Elle fait appel à son pianiste pour jouer à ses côtés et enfile une longue robe noire. Vivian Candy monte sur une chaise et annonce la grande surprise au personnel et aux autres clients. Il vérifie que le piano à queue du bar est déverrouillé, ce qui n'est hélas pas le cas. Nina Simone, le pianiste, les invités de l'hôtel et la direction de l'hôtel attendent tous de savoir ce que Candy va alors faire. Celui-ci se dirige vers le piano et arrache le couvercle de l'ancien instrument. Le concert improvisé peut alors commencer. La direction n'a pas cependant renoncé à sa facture, et a même ajouté la réparation du piano. 
Vivian Candy est régulièrement entouré de belles femmes, comme le sont souvent les pilotes de course à succès. Il évolue dans un cercle qui comprend la mondaine Miranda Guinness, divorcée de Lord Iveagh. Devenus amis proches, le Candy a toujours chéri son amitié.
Vivian Candy aime les enfants et a même écrit des chansons pour eux.
En juin 1995, Candy teste des kartings à Watergrasshill dans le Comté de Cork, avec son ami Owen Breslin lorsqu'il quitte la piste. Ses blessures sont importantes. Il a subi des dommages au lobe frontal. Mais personne ne l'a vraiment mentionné et lui-même ne l'a jamais admis. Par la suite, il n'a plus jamais été le même. Que ce soit à cause de la blessure ou à cause du traumatisme d'avoir vécu un tel accident, Candy perd sa joie de vivre. Autrefois icône de la mode immaculée, Vivian Candy prend moins soin de lui. Il n'est plus très intéressé par la grande vie et commence à rester plus souvent seul chez lui. Sans course automobile pour le guider, la vie lui parait moins importante, moins vitale. Il semble attendre son heure. Il meurt seul dans son petit appartement d'une seule pièce à Dublin. Son corps est découvert par son frère Colman et sa sœur Adrienne, après une semaine sans que le défunt ait donné des nouvelles ni répondu au téléphone. Ils le trouvèrent paisiblement allongé sur son lit, tout habillé, ses clés à la main prêt à sortir une dernière fois. La mort solitaire de « Candy Man » contrastait avec la vie glamour et grégaire qu'il avait mené. Lors de ses funérailles, la foule s'est souvenue d'un homme énergique que tout le monde aimait, avec qui tout le monde aimait être.

### Résultas aux 24 Heures du Mans
| Année | Équipe                                    | Voiture       | Équipier       | Équipier      | Tours | Classement | Cause d'abandon                |
| ----- | ----------------------------------------- | ------------- | -------------- | ------------- | ----- | ---------- | ------------------------------ |
| 1981  | Alain de Cadenet/Dorset Racing Associates | De Cadenet LM | Martin Birrane | Nick Faure    | 171   | Abandon    | Roulement de boîte (19e heure) |
| 1982  | Jacky Haran                               | Rondeau M379C | Jacky Haran    | Hervé Poulain | 149   | Abandon    | Casse moteur (11e heure)       |